# ديفيد أوبنهايمر
ديفيد أوبنهايمر هو سياسي كندي، ولد في 1834 في بليزكاستل في ألمانيا، وتوفي في 31 ديسمبر 1897 في فانكوفر في كندا. انتخب عمدة فانكوفر ‏ (1888 – 1891).